# Konstanz (district)
Districtul Konstanz este un Kreis în landul Baden-Württemberg, Germania și are o populație de 272.966 locuitori (2003).

## Orașe
Următoarele orașe se află în districtul Konstanz:
- Aach
- Engen
- Konstanz
- Radolfzell am Bodensee
- Singen (Hohentwiel)
- Stockach
- Tengen

1. 1 2 3  GeoNames